# Papež Urban VII.
Urban VII., rojen kot Giovanni Battista Castagna, papež, * 4. avgust 1521, Rim, Italija † 27. september 1590, Rim (Papeška država danes: Italija).
Urban VII. je bil pred svojo smrtjo trinajst dni papež. Bil je genovskega porekla, čeprav je bil rojen v Rimu. Za naslednika Siksta V. so ga izbrali 15. septembra 1590, vendar je umrl še pred posvetitvijo, ter s tem dosegel najkrajšo papeško vladavino v zgodovini.

## Mladost in vzpon
Rodil se je 4. avgusta 1521 v Rimu kot Giovanni Battista (Giovan Battista oziroma Giambattista) Castagna. Oče Cosimo Castagna je bil genovski plemič, ki se je poročil z rimsko plemkinjo Costanzo Ricci, sestro kardinala Jacovaccija. 
Naselila sta se v Rimu, kjer se jima je kmalu rodil Giambattista. Njegov stric Jacovazzi je vzel nečakovo vzgojo v svoje roke in ga usmeril v cerkveno službo. Mladenič je odšel študirat obojno pravo na Perugijski univerzi, Padovanski univerzi in drugod; na Bolonjski univerzi je doktoriral in se kmalu zaposlil v Rimski kuriji.

Postal je avditor pri svojem stricu kardinalu Verallu,   ki ga je spremljal v Francijo. 

Julij III. ga je imenoval za člana Signature, a 1. marca 1553 ga je postavil za nadškofa v Rossanu v Kalabriji. 30. marca je prejel sveto mašniško posvečenje, 4. aprila pa ga je kardinal Verallo posvetil v škofa. 1555 je postal upravnik Fana; Pavel IV. mu je zaupal upravo Perugije in Umbrije. Uspelo mu je pomiriti dolgoletni obmejni spor med Ternijem in Spoletom. Od 1562 do 1563 je sodeloval na Tridentinskem koncilu kot predstojnik več kongregacij in komisij; pri tem je pokazal veliko preudarnost in učenost. 
 
1565 je spremljal kardinala-legata Buoncompagnija v Španijo, kjer je ostal sedem let kot nuncij na Filipovem (1527-1598) dvoru. V tem času se je zavzel za toledskega nadškofa Carranza, ki ga je inkvizicija osumila herezije in naklonjenosti protestantizmu. V zvezi s tem je pisal papežu:
»Nihče si ne upa postaviti se v bran Carranzu iz strahu pred inkvizicijo. Zdi se jim izpod časti, da bi priznali, da je nadškof zaprt po nedolžnem. Najbolj vneti zagovorniki pravice menijo celo, da je bolje obsoditi nedolžnega kakor priznati katerokoli pomanjkljivost pri delovanju inkvizicije.« 

Januarja 1573 se je prostovoljno odpovedal rossanski nadškofiji; Gregor XIII. ga je poslal kot nuncija v Benetke, 1577 pa za upravnika v Bologno. Naslednjega leta ga je papež poslal kot izrednega odposlanca v Kelmorajn  na mirovno konferenco. Po vrnitvi v Rim je postal konzultor svetega oficija. 12. decembra 1583 ga je imenoval Gregor XIII. za kardinala-duhovnika pri San Marcello, a 8. oktobra  1584 je postal papeőki legat v Bologni. Za časa Siksta V. je imel velik vpliv; 19. novembra 1586 je postal veliki inkvizitor pri svetem oficiju. 

## Papež
Nobena stvar ni mogla zlomiti žilavosti podjetnega in strogega papeža Siksta, razen komarja. Hotel se je zdraviti z vinom po ljudskem izročilu, vendar ga je malarija sredi avgusta 1590 vrgla v posteljo; 26. avgusta je ponoči besnel strašen vihar nad Rimom; papeža so zvijali krči in še iste noči je na Kvirinalu proti jutru umrl. Njegovi sovražniki so razširili govorico, da je vihar pomenil papežev boj s hudičem in praznoverno ljudstvo je to verjelo zaradi njegove strogosti; zategadelj je hotelo razdreti njegov marmornat spomenik.   

Nad Sveti sedež so se zgrnili hudi časi. V dveh letih so šli v grob štirje papeži. Po smrti Siksta V. je sledilo pravo ropanje zaklada, ki ga je on spravil skupaj s tolikim trudom, varčnostjo in skrbnostjo. Beneški odposlanec piše: »V Angelskem gradu so poleg tistih treh milijonov zlatnikov, ki jih je po Sikstovi volji bilo možno uporabiti le v najhujši stiski, našli še 1.150.000 zlatih skudov, ki so bili na prosto uporabo naslednjemu papežu. V času ene ure pa so kardinali razdelili denar: 400.000 Rimljanom, 500.000 raznim mestom v Papeški državi za nakup žita, 200.000 pa so obdržali za pokritje stroškov konklava… Tako je bil zadosti en sam dan za dosego popolne zmešnjave.« Papežu Sikstu V. naklonjeni kardinali so hoteli izvoliti njegovega nečaka Michaela Peretti-Montalta; večina pa je odločila drugače. 

54 kardinalov je torej vstopilo v konklave 7. septembra v Vatikanu, in so 15. septembra 1590 izvolili – pod vplivom Španije per acclamationem – kardinala Castagna za novega papeža, ki niti ni skrival svoje naklonjenosti do katoliškega španskega kraljestva. Novica o njegovi izvolitvi se je hitro razširila in povzročila med ljudstvom splošno veselje. Novega pontifika niso spoštovali le zaradi njegove pobožnosti in učenosti, ampak zlasti zategadelj, ker je že kot nadškof, kardinal in nuncij pokazal izredno preudarnost in upravno sposobnost. Izvolil si je ime Urban iz naklonjenosti do latinskega pomena urbanus, ki pomeni sicer meščanski, vendar tudi uglajen, olikan, prijazen in ljudomil; ime naj bi ga stalno opominjalo na prijaznost do podložnikov. 

### Delovanje
Eden od prvih njegovih dejanj je bilo sestavljenje seznama vseh rimskih revežev, da bi jim lahko olajšal bedo. Dal je miloščino tistim škrlatnikom, ki so imeli nižje dohodke; plačal je tudi dolgove montes pietatis (hranilnic in posojilnic) v Papeški državi ter zapovedal rimskim pekom, naj pečejo večje in cenejše štruce, s tem da jim je primanjkljaj povrnil iz svojega. Na dvoru je prepovedal nošnjo svilenih oblek, da ne bi žalil revežev. Nadaljeval je z gradbenimi deli svojega prednika, da bi dal delo nezaposlenim. 

Le nekaj dni po svoji izvolitvi pa je hudo zbolel. Verniki so se združili v molitvah za njegovo zdravje s prošnjimi procesijami, molitvami pred izpostavljenim Najsvetejšim in drugimi pobožnostmi. Papež se je v bolezni vsak dan spovedal in obhajal. Izrazil je željo, da bi se preselil na Kvirinal, kjer je bil zrak bolj čist in zdrav; ko so mu pa rekli, da ni navada, da bi se papež pred svojim kronanjem pokazal v mestu, je ostal v Vatikanu. Tam je tudi umrl 27. septembra 1590, še preden je bil ustoličen in kronan. 

Po sklepih rimske sinode je Nikolaj II. izdal bulo In nomine Domini z dne 12. aprila 1059; v njej je določeno, da papež prejme oblast z izvolitvijo, četudi bi zaradi kakih razlogov ne bil ustoličen in kronan.  To je potrdila tudi apostolska konstitucija (odlok) Pavla VI. z dne 1. oktobra 1975 O volitvah rimskega papeža 

### Nastop zoperkajenje tobaka
Čeprav je Urban VII. vladal najkrajše v zgodovini papežev, je znan kot prvi, ki je v zgodovini nastopil zoper kajenje tobaka. Zagrozil je celo z izobčenjem tistim, ki bi uživali tobak v preddverju ali znotraj cerkve, ali pa bi ga žvečili, kadili s pipo ali njugali kot prah skozi nos 
Tudi pozneje so papeži nastopali zoper kajenje, zlasti v cerkvah in na javnih mestih. Tako je Urban VIII. objavil 1624 bulo zoper kajenje. V njej je zagrozil z izobčenjem laikom in duhovnikom, ki bi vnašali tobak v cerkve. Tej buli je dala povod pritožba seviljskega stolnega kapitlja, ki je potarnal papežu, da duhovniki z njuhanjem in kihanjem tobaka motijo vzvišenost obredov. Inocenc XII. je potrdil bulo Urbana VIII. zoper kajenje v cerkvah; Benedikt XIII. pa je odpravil sleherno prepoved, saj je bil tudi sam strasten zasvojenec nikotina.    

### Dela
- »Documenta Catholica Omnia« (v latinščini). Pridobljeno 6. decembra 2011.

## Smrt in spomin
Urban VII. je umrl v Rimu 27. septembra 1590 malo pred polnočjo za malarijo. Svoje prihranke – 30. 000 zlatih skudov – je zapustil Urban VII. nadbratovščini Marijinega oznanjenja, da bi jih uporabili za doto revnim dekletom. 

Najprej je bil pokopan v Baziliki sv. Petra; 22. septembra 1606 pa so njegove ostanke prenesli v baziliko Santa Maria sopra Minerva v Rimu, kjer so postavili v njegovo čast veličasten nagrobnik.   

## Malahijeve prerokbe
V času sedisvakance – ki je sledila po smrti Urbana VII. – so po vsej verjetnosti nastale znamenite Malahijeve prerokbe, ki jih je potem benediktinec Wion (1554-1610) v svojem delu Lignum vitae, zbirki legend, objavil 1595. Namen prerokb, ki podajajo v 111 kratkih reklih značilnosti papežev od Celestina II. pa vse do zadnjega papeža, je prav tako nejasen kot tudi osebnost izdajatelja. Pred seboj imamo pač ponaredek, ki nima s svetim Malahijom, nadškofom v Armaghu, nič za opravit. 
Oglejmo si še nekaj dokaj različnih sodb o omenjenih prerokbah. Razpon razlag je tako različen, da se giblje od popolnega zavračanja, prek večjega ali manjšega sprejemanja, pa vse do mnenja, da gre le za duhovito šalo svetega Filipa Nerija (1515–1595), ki je umrl ravno v letu prve objave prerokb. Glede njih obstajajo različna, včasih nasprotna mnenja:
- Delo je brez vsake zgodovinske verodostojnosti in je ponaredba iz leta 1590 – po smrti Urbana VII. – torej 400 let po Malahijevi smrti. Nastalo je v težnji, da bi z njim podprli izvolitev kardinala Girolama Simoncellija (1522–1605) iz Orvieta za papeža.[23]
- Prerokbe je dal na papir neznan avtor vsekakor med leti 1557 in 1595. Trdovratno se vsiljuje domneva, da je to bil sveti Filip Neri, utemeljitelj oratorijancev in ena najpomembnejših osebnosti katoliške obnove po protestantskem cerkvenem razkolu, ki so ga predvsem zaradi njegove šaljive narave poznali tudi kot »Božjega norca«.
- O verodostojnosti prerokb, o katerih nimamo ohranjenega nikakršnega izročila razen Wionove tiskovine, so takoj podvomili. Iz leta 1689 izhaja prvi nasprotni spis francoskega jezuita Clauda-Françoisa Ménestrierja, kar pa ni prav nič oviralo njihovega širjenja. V vsaki naslednji novi izdaji so bili – seveda vzvratno – izrecno omenjena medtem končana papeževanja. S kančkom domišljije in malo preučevanja so lahko napovedi post eventum zvenele prepričljivo.[24]
- Gre za prerokbe, ki v malo besedah opisujejo na skrivnosten način vsakokratnega papeža in njegovo papeževanje. Končujejo se s Petrom Rimskim. Med temi starimi in novimi prerokbami opažamo popolno soglasje.[25]
- Prerokbe posebno burijo domišljijo zadnje čase, saj naj bi bil po eni razlagi zadnji papež v nizu Peter Rimski istoveten s papežem Frančiškom. Zato po družbenih občilih kar mrgoli naslovov, ki zvenijo podobno kot tale: »Naslednji papež (po nepričakovanem odstopu Benedikta XVI. 2013) je poslednji; sledi sodni dan.« [26] Prerokovanja so vsekakor nehvaležna zadeva, ker se le redko uresničijo.

### De rore coeli
Malahijeva prerokba pravi o papežu Urbanu VII., da izhaja Od nebeške rose (latinsko De rore coeli; angleško From the dew of the sky). Temu sledi razlaga, da je bil nadškof v Rossanu v Kalabriji, kjer so nabirali mano. (latinsko Qui fuit Archiepiscopus Rossanensis in Calabria, ubi manna colligitur; angleško Who was Archbishop of Rossano in Calabria, where manna is collected.). Bil je nadškof Rossana, kjer nabirajo iz drevesa črni jesen smolo oziroma sok, imenovan v prevodu nebeška rosa (latinsko Fraxinus ornus).